# Кок, Амелия
Амелия Кок де Вейганд (исп. María Amelia Eloísa Cocq Carrera, в замужестве исп. de Weigand; 22 апреля 1882, Сантьяго — 1959, Буэнос-Айрес) — чилийская пианистка и музыкальный педагог. Дочь Эмилио Кока.
Дебютировала на концертной сцене в 10-летнем возрасте. Окончила Национальную консерваторию Чили, ученица Биндо Паоли, и Парижскую консерваторию (1898) по классу Рауля Пюньо, училась также в Берлине у Ферруччо Бузони. В 1905 г. вернулась в Чили, выступала с сольными концертами, зарекомендовав себя как пропагандистка музыки Клода Дебюсси; к числу высших достижений Кок принадлежало также исполнение фортепианного концерта Роберта Шумана. В 1914 г. вновь гастролировала во Франции.
Выйдя замуж за скрипача Эдмундо Вейганда, перебралась в Буэнос-Айрес. Много выступала в дуэте с мужем. С 1930-х гг. преподавала в консерватории.